# Ричард А. Кнаак
Ричард А. Кнаак (на английски: Richard A. Knaak) е американски писател.
Автор е на повече от 20 фентъзи романа и над дузина по-къси творби, и включително на бестселъра „Легенда за Хума“ от поредицата „Драконово копие“. Освен с изключителния си принос към тази сага, той е популярен и с цикъла „Царството на дракона“. Останалите му произведения включват няколко фентъзи романа, сред които „Фростуинг“ и „Кралят на сивотата“. Той е автор и на 3 книги за вселената на Diablo, като всички са преведени на български. Работи върху нова обширна трилогия от цикъла „Драконово копие“.